# Hamlet
Pour les articles homonymes, voir Hamlet (homonymie).

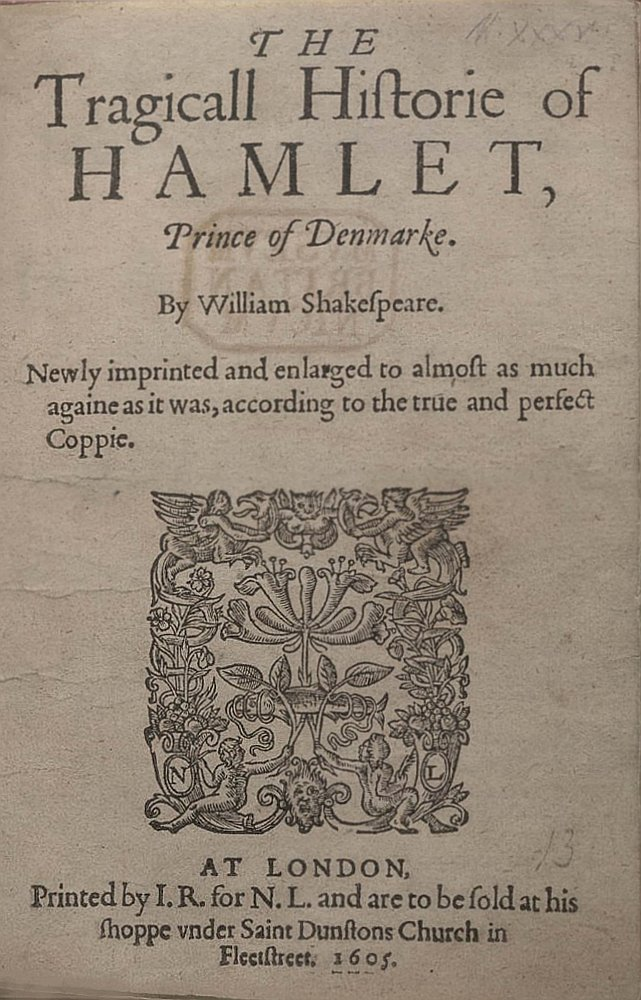

La Tragique histoire d'Hamlet, prince de Danemark (en anglais, The Tragedy of Hamlet, Prince of Denmark), plus couramment désigné sous le titre abrégé Hamlet, est la plus longue et l'une des plus célèbres pièces de William Shakespeare.
Souhaitant venger la mort de son père, Hamlet simule la folie et organise une pièce de théâtre dans le but d'amener son oncle à avouer sa culpabilité et sa mère, qui a épousé le frère meurtrier, à renoncer à son second mariage.
La date exacte de la composition de la pièce n'est pas connue avec précision ; la première représentation se situe entre 1598 et 1601. Le texte fut publié en 1603. Hamlet a fait l'objet d'analyses critiques extrêmement nombreuses et variées : thématiques, stylistiques, historiques, psychologiques, etc.

## Résumé

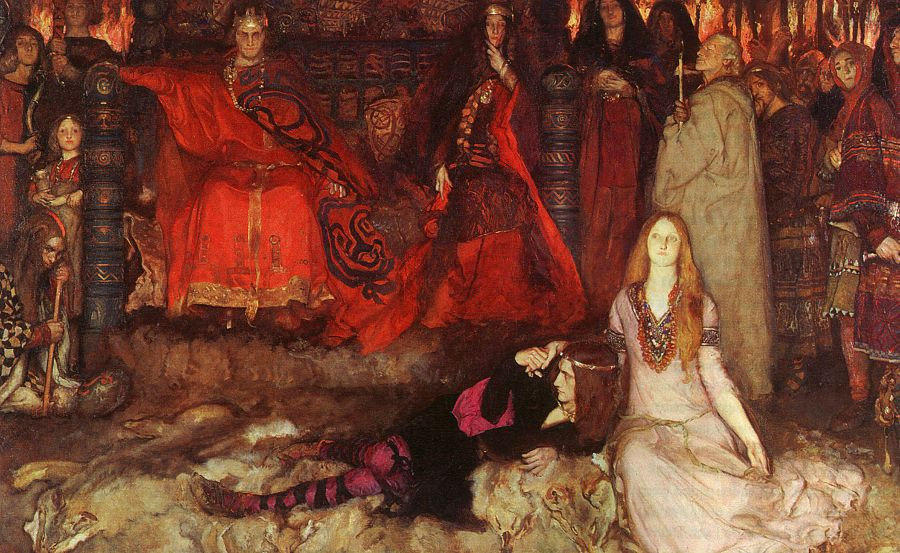
La scène de jeu dans Hamlet, acte III, scène II, par Edwin Austin Abbey.

Le roi du Danemark, père d'Hamlet, est mort récemment. L'oncle d'Hamlet Claudius a remplacé le roi défunt, et, moins de deux mois après, a épousé Gertrude, sa veuve. Le spectre du roi apparaît alors et révèle à son fils Hamlet qu'il a été assassiné par Claudius. Hamlet doit venger son père. Pour mener son projet à bien, il simule la folie. En effet, il semble incapable d'agir, et, devant l'étrangeté de son comportement, l'on en vient à se demander dans quelle mesure il a conservé la raison. On met cette folie passagère sur le compte de l'amour qu'il porterait à Ophélie, fille de Polonius, chambellan et conseiller du roi. L'étrangeté de son comportement plonge la cour dans la perplexité. Mis en cause à mots couverts par Hamlet, Claudius perçoit le danger et décide de se débarrasser de son fantasque neveu.

## Sources de la pièce

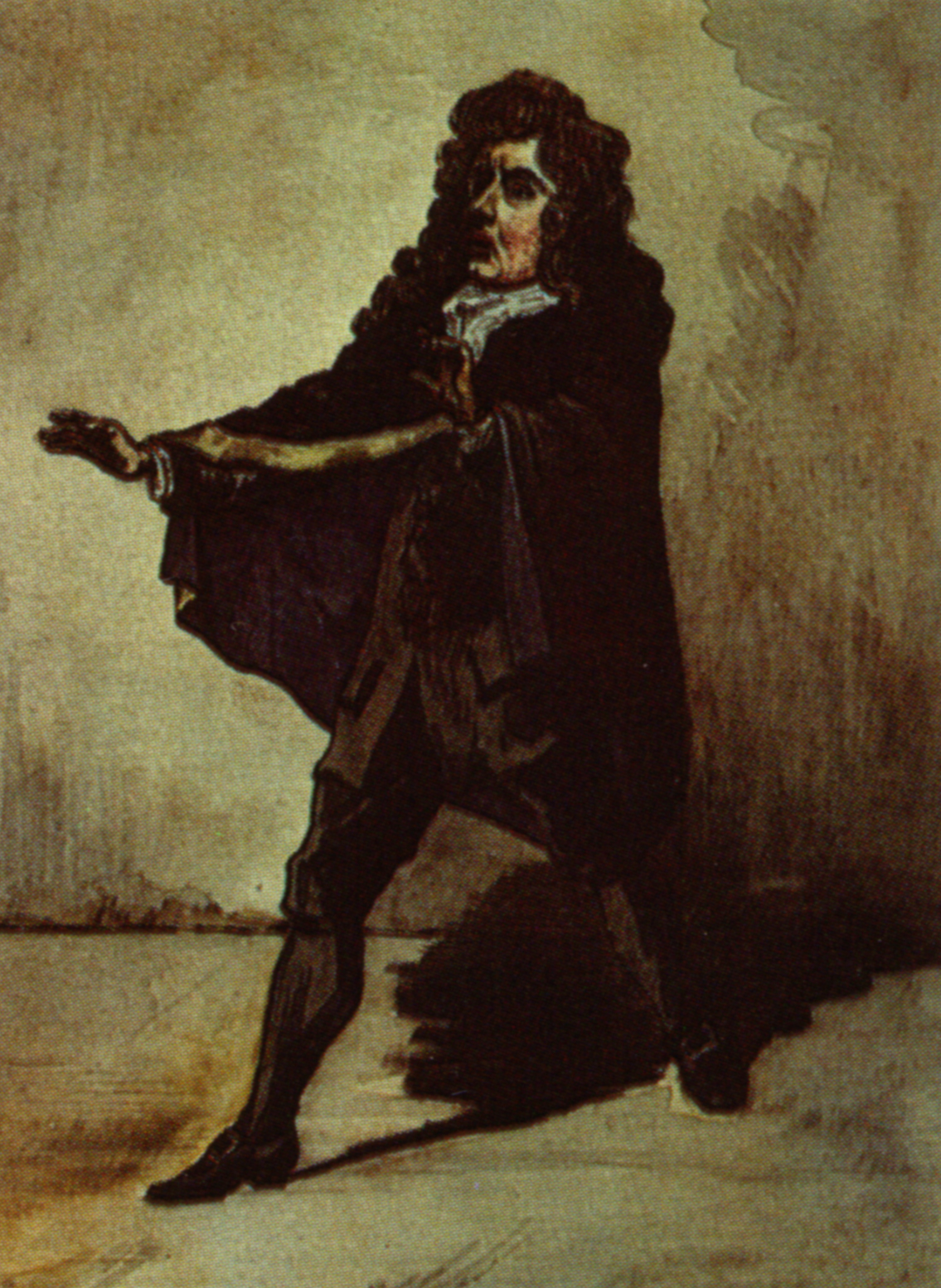
Une des plus anciennes représentations d’Hamlet, incarné par l'acteur Thomas Betterton en 1661.

La plupart des événements de l’intrigue sont le fruit de l'imagination de Shakespeare, mais la pièce a plusieurs sources potentielles.

### La légende scandinave d'Amleth (Saxo Grammaticus)
Vers 1200, Saxo Grammaticus rapporte dans la Geste des Danois l'histoire d'Amleth, assez proche de celle de Shakespeare. Il est peu probable que Shakespeare ait eu une connaissance directe du texte de Saxo, mais il est possible qu’il en ait eu des échos.
Le roi Horvendil est assassiné par son frère Fengo, qui épouse ensuite Gerutha, la veuve de sa victime. Le fils d’Horvendil, Hamlet (ou Amblett, Hamblet ou encore Amleth, selon les versions), feint alors la folie afin d’être épargné. Il évite le piège d’une jeune fille puis tue un espion dissimulé dans la chambre de sa mère. Hamlet parvient à intercepter un courrier destiné au roi d'Angleterre et commanditant son assassinat ; ce sont les deux messagers qui sont tués à sa place.
Amleth épouse alors la fille du roi d’Angleterre, retourne au Danemark, assiste à ses propres funérailles et assassine Fengo, qu’il remplace sur le trône. Le roi d’Angleterre a cependant secrètement promis de venger Fengo. À cette fin, il envoie Amleth auprès de la reine d’Écosse Herminthrud, qui tombe amoureuse de lui et l’épouse à son tour. Hamleth vainc le roi d’Angleterre et retourne avec ses deux épouses au Jutland,.

### François de Belleforest
François de Belleforest adapte la légende d’Amleth en 1570 dans ses Histoires tragiques. La pièce connut un grand succès : elle fut rééditée sept fois jusqu’en 1601, mais ce n’est qu’en 1607 qu’elle fut traduite en anglais. Shakespeare peut en avoir eu connaissance, mais les pièces présentent des différences notables, en particulier le meurtre du roi est de notoriété publique chez Belleforest, alors qu’il ne l’est pas chez Shakespeare ; de même le rôle d’Ophelia est moins clair chez Shakespeare que chez Belleforest.

### Thomas Kyd et l'Ur-Hamlet
La source la plus directe est une pièce jouée en 1594 mais dont nous n'avons pas conservé le texte. On l'attribue à Thomas Kyd, qui aurait le premier introduit le personnage du spectre.
Certains critiques estiment que la pièce de Kyd, comme celle de Shakespeare, pourrait être basée sur une pièce perdue antérieure, « l'Ur-Hamlet ». D'autres enfin trouvent des ressemblances non dans l'intrigue, mais dans la thématique ou le traitement, avec certaines pièces anglaises antérieures.

## Date de la pièce
Les dates proposées pour Hamlet vont de 1599 à juillet 1602. La pièce est absente d'une liste de douze pièces de Shakespeare que donne Francis Meres en 1598.

## Textes d’Hamlet

### Premier quarto (1603)
La première version publiée d'Hamlet (appelée le « Premier Hamlet » par François-Victor Hugo) comporte un peu plus de la moitié de celle du deuxième texte. Elle fut publiée par les libraires Nicholas Ling et John Trundell en 1603 et découverte en 1823 par John Burbury.

### Second quarto (1604)
La seconde version publiée de Hamlet, largement étoffée, est presque deux fois plus longue que celle du premier quarto. Elle fut publiée en 1604 par Nicholas Ling. Certains exemplaires sont datés de 1605, mais seraient des réimpressions.

### Le Premier Folio (1623)
La troisième version de Hamlet parut dans le Premier Folio des Œuvres complètes de Shakespeare en 1623.

### Autres éditions
La division en actes et en scènes date d'une édition de 1676. L'édition de Lewis Theobald, en 1733, combine les éditions de 1604 et 1623.

## Personnages

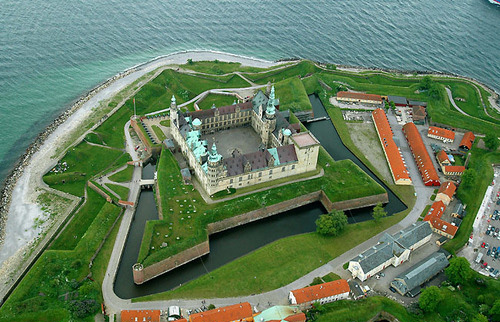
Vue aérienne du château de Kronborg, à Elseneur, où la pièce prend place.

Aucune liste des personnages n'est fournie dans les premières éditions de la pièce avant 1676.
- Fortinbras, prince de Norvège.
- Claudius, roi régnant du Danemark, oncle du prince Hamlet et son beau-père depuis son mariage avec Gertrude, veuve du roi Hamlet (père).
- Hamlet, prince de Danemark, fils de feu le roi Hamlet (père) et neveu du roi régnant Claudius.
- Polonius, seigneur chambellan.
- Laërte[11], fils de Polonius, frère d'Ophélie.
- Horatio, ami du prince Hamlet.
- Guildenstern, courtisan, ancien condisciple d'Hamlet.
- Rosencrantz, courtisan, ancien condisciple d'Hamlet.
- Cornélius, ambassadeur en Norvège.
- Voltemand, ambassadeur en Norvège.
- Osric, courtisan.
- Un gentilhomme.
- Bernardo, officier de la garde.
- Marcellus, officier de la garde.
- Francisco, soldat de la garde.
- Reynaldo, serviteur de Polonius.
- Un marin.
- Deux rustres[12], fossoyeurs.
- Un prêtre.
- Un capitaine de l’armée de Fortinbras.
- Ambassadeurs anglais.
- Des comédiens (quatre ou cinq).
- Gertrude[13], reine de Danemark, mère d’Hamlet, veuve d'Hamlet (père), épouse du roi régnant.
- Ophélie, fille de Polonius, sœur de Laërte.
- Le spectre d'Hamlet (père).
- Figurants : seigneurs, dames de la cour, officiers, soldats, marins, messagers et serviteurs.

La scène est à Elseneur, au château de Kronborg.

### Présentation des personnages

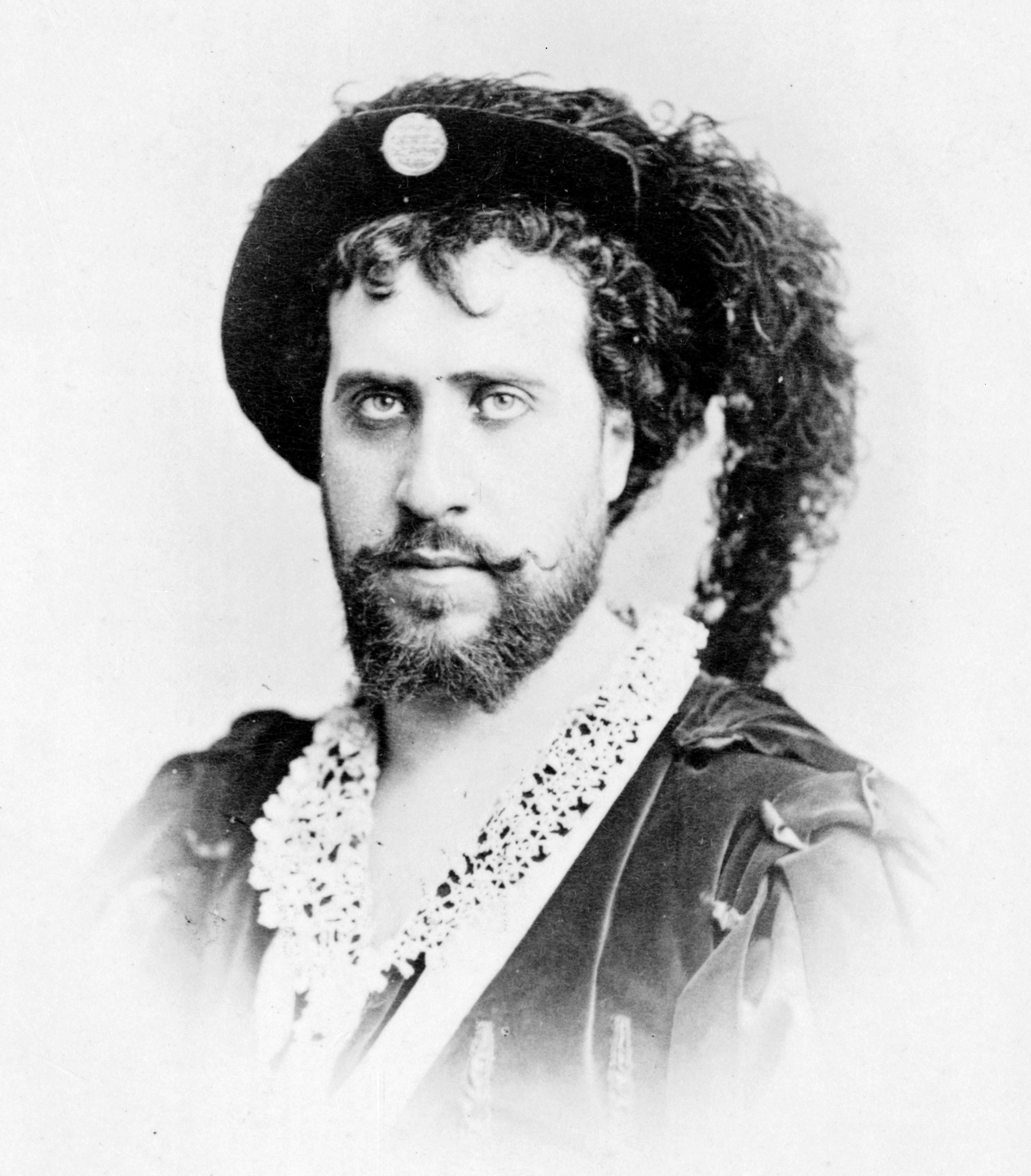
J.-B. Faure en Hamlet,
photo de Charles Reutlinger, vers 1875.

Le prince Hamlet est le fils du premier roi de Danemark, également nommé « Hamlet ». Il est étudiant à l'université de Wittemberg. Le spectre de son père le charge de venger son meurtre. Il y parvient enfin, mais seulement après que la famille royale a été évincée et que lui-même a été mortellement blessé par Laërte d'un coup d'épée empoisonnée.
Claudius, oncle du prince Hamlet, est l'actuel roi auto-proclamé du Danemark. Il s'est marié avec la veuve de son frère, auquel il a succédé. Le spectre de ce dernier accuse Claudius de l'avoir assassiné pendant son sommeil, en lui versant un poison mortel dans l'oreille. La pièce organisée par le prince et la mort de Polonius lui apprend qu'il est visé par le prince. Pour se défendre, il manipule Laërte et monte un complot pour tuer Hamlet. À la fin de la pièce, Claudius est tué par le prince Hamlet.
Gertrude, mère du prince Hamlet, reine du Danemark et veuve du roi défunt, se remarie peu après au frère de ce dernier, ce que le prince Hamlet, et toute l'époque de Shakespeare, considèrent comme un inceste. Le spectre de son mari défunt l'accuse de l'avoir trompé avec Claudius avant que ce dernier le tue, mais ordonne à leur fils de laisser le ciel la punir. Le meurtre de Polonius par son fils l'a profondément affligée. Elle meurt accidentellement en buvant le vin empoisonné destiné à Hamlet.

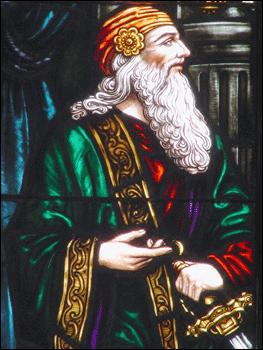
Polonius dans sa maison (vitrail).

Polonius, lord chambellan, conseiller du royaume et père de Laërte et d'Ophélie, est l'homme le plus apprécié du royaume ne donnant que des bonnes nouvelles et informations au roi et servant les intérêts du royaume. Il s'inquiète de la relation amoureuse du prince Hamlet et d'Ophélie, sa fille. Il craint qu'Hamlet ne prenne sa virginité et ne l'épouse pas. Il interdit cette relation à sa fille. Croyant Hamlet fou, il s'obstinera à trouver la raison pour laquelle Hamlet est fou, mais cela lui coûtera la vie. Il est tué par Hamlet qui a fait erreur sur la personne en croyant tuer Claudius à travers une tapisserie alors qu'il l'espionnait en train de parler avec sa mère. Celle-ci, témoin du meurtre, sera bouleversée, Ophélie deviendra folle, et Laërte voudra venger son père.
Laërte, fils de Polonius, profondément attaché à sa sœur Ophélie, est en France pendant la majeure partie de la pièce pour faire ses études. À la fin de la pièce, en raison de l'implication d'Hamlet dans la mort de son père, il fomente avec Claudius un duel dans lequel il tue Hamlet. Hamlet le tue de la même épée dont il ignore qu'elle est empoisonnée.
Ophélie, fille de Polonius, sœur de Laërte, et Hamlet partagent une idylle bien qu'ayant été implicitement mis en garde contre l'impossibilité d'un mariage. Hamlet l'éconduit pour accréditer sa propre folie. La mort de son père la rend folle et elle est retrouvée mystérieusement morte noyée dans un ruisseau.
Horatio, ami d'Hamlet, n'est pas impliqué dans les intrigues de la cour. C'est lui qui annonce au prince l'apparition du spectre de son père en compagnie des deux officiers, Marcellus et Bernardo (qui ont été les premiers à le voir). Il reste le seul à survivre à l'heure du dénouement pour pouvoir porter l'histoire d'Hamlet à la postérité et pour participer à l'arrivée de Fortinbras.
Rosencrantz et Guildenstern, amis d'Hamlet, retournés par Claudius pour le surveiller. Hamlet les soupçonne rapidement. Après le meurtre de Polonius commis par le prince, ils sont chargés de l'emmener en Angleterre, tout en ignorant que Claudius leur a donné une feuille pour que le prince soit exécuté. Mais Hamlet découvre le papier et le réécrit pour punir ses deux amis de leur trahison et profite d'une attaque de pirates pour s'échapper. Ils seront exécutés en Angleterre.
Fortinbras, prince norvégien, est le fils du roi de même nom tué au champ de bataille par le père d'Hamlet. Le prince Fortinbras espère une vengeance. Arrivant trop tard pour combattre Hamlet, il annule la guerre et prend le pouvoir au royaume de Danemark.

## Résumé de l'action

### Acte I
Scène I — Relève de la garde à Elseneur par une froide nuit d'hiver. À minuit, l'officier Bernardo remplace le soldat Francisco. Il est rejoint par Marcellus, officier de la garde et Horatio, ami d'Hamlet. Ils aperçoivent le spectre muet du roi défunt et se rappellent les exploits de celui-ci : il a vaincu le roi de Norvège Fortinbras au cours d'un combat chevaleresque, emportant toutes ses terres par un pacte conclu à l'avance. Le Danemark se prépare à la guerre, car le fils de Fortinbras rassemble des troupes aux frontières pour reprendre les terres de son père.

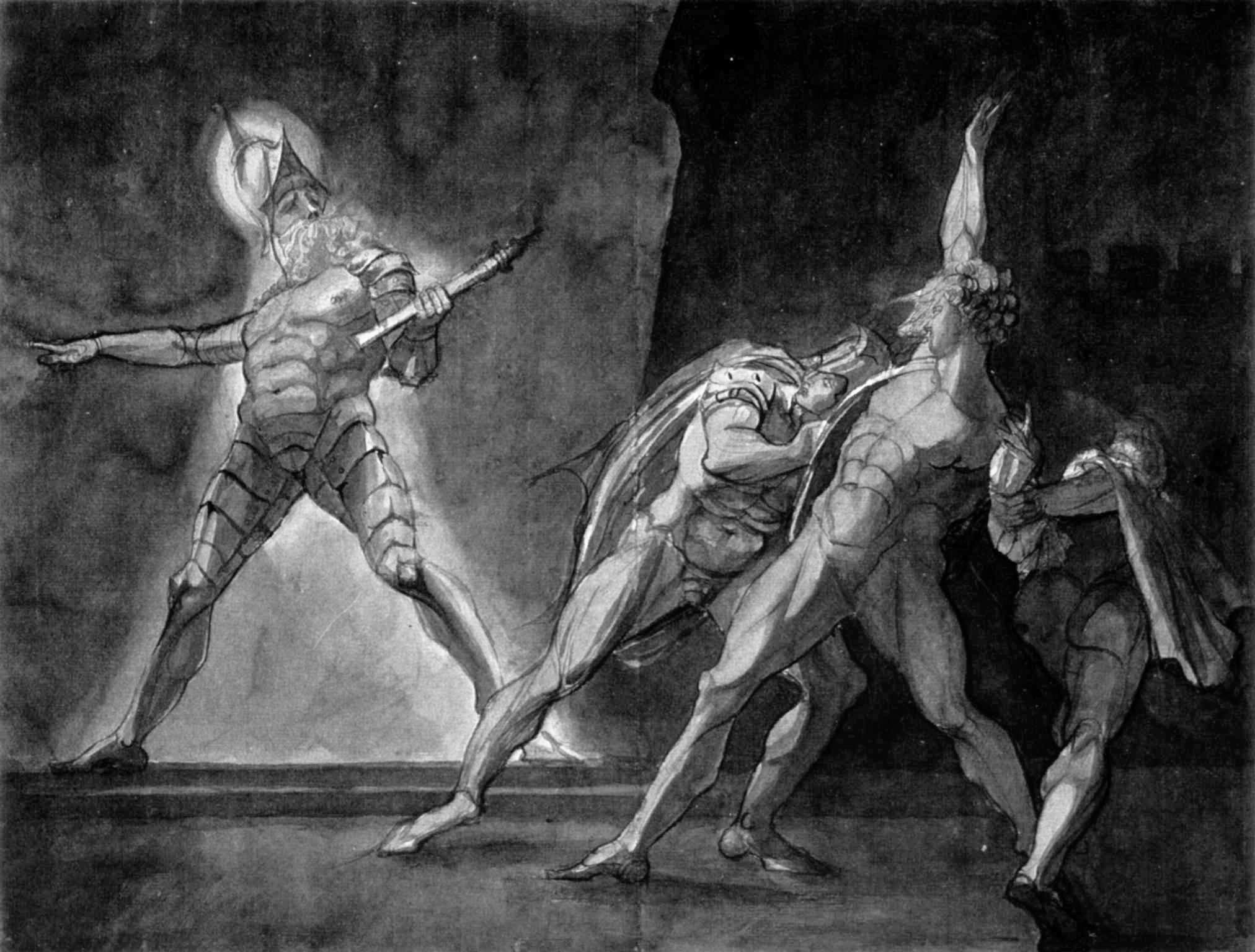
Henry Fuseli, Hamlet et le spectre de son père (entre 1780 et 1785).

Scène II — Château d'Elseneur. Le roi Claudius envoie Cornélius et Valtemand chez le roi de Norvège pour qu'ils mettent fin aux agissements de son neveu, le jeune Fortinbras. Claudius permet à Laërte, fils de Polonius, de retourner étudier en France mais refuse à Hamlet de retourner étudier à Wittemberg. Hamlet est amer car son oncle s'est marié avec sa mère peu après les funérailles de son père. Bernardo, Marcellus et Horatio révèlent la vision du spectre à Hamlet qui se résout à le voir lui-même.
Scène III — Laërte, sur le départ, met sa sœur Ophélie en garde contre les avances d'Hamlet. Polonius fait de même.
Scène IV — Minuit. Horatio, Marcellus et Hamlet aperçoivent le spectre qui fait signe à Hamlet de le suivre seul. Horatio et Marcellus suivent Hamlet en cachette.
Scène V — Le spectre du roi révèle à Hamlet que Claudius l'a assassiné en lui versant un poison dans les oreilles, après avoir commis l'adultère avec la reine ; le spectre demande à Hamlet de le venger mais d'épargner sa mère, puis il disparaît. Horatio et Marcellus rejoignent Hamlet et lui demandent de révéler ce qu'a dit le spectre. Hamlet refuse mais les prévient qu'il se fera désormais passer pour un fou et leur fait jurer de ne rien révéler de ce qu'ils ont vu cette nuit.

### Acte II
Scène I — Polonius envoie son serviteur Reynaldo à Paris pour espionner son fils dont la conduite laisse à désirer. Ophélie raconte à son père une scène où Hamlet lui a semblé agir comme un fou. Polonius décide de mettre Claudius au courant.
Scène II — Claudius et Gertrude, inquiets du comportement de Hamlet, envoient ses amis d'enfance, Rosencrantz et Guildenstern, auprès de celui-ci pour le ramener à la raison. Voltemand informe Claudius que le roi de Norvège a mis fin aux préparatifs du jeune Fortinbras et redirigé l'attaque contre la Pologne, sollicitant le droit de passer par le Danemark. Polonius explique à Claudius et Gertrude que la folie de Hamlet est due au fait qu'Ophélie a repoussé ses avances. Les dialogues de Hamlet avec Polonius, au cours duquel il compare Polonius à Jephté, puis avec Rosencrantz et Guildenstern, confirment les soupçons de folie. Entre alors une troupe de comédiens à qui Hamlet demande de jouer le lendemain le meurtre de Gonzague en y insérant une tirade écrite par lui. Dans un monologue, seul, Hamlet espère que la pièce amènera son oncle à avouer son crime.

### Acte III

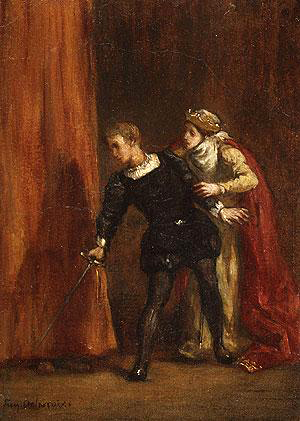
Eugène Delacroix, Hamlet et sa mère (Polonius derrière la tapisserie)

Scène I — Claudius et Polonius assistent, cachés, au monologue To be or not to be de Hamlet puis au dialogue avec Ophélie où il lui reproche son immodestie et lui enjoint de rejoindre un couvent. Claudius projette d'envoyer Hamlet en Angleterre pour réclamer un tribut et le guérir, mais Polonius le persuade de laisser la reine lui parler avant de prendre une décision.
Scène II — Hamlet donne ses conseils aux comédiens et demande à Horatio d'observer la réaction du roi lors de la représentation. La pièce, qui raconte l'histoire d'un meurtre à Vienne, commence et Hamlet ne cesse de faire des commentaires tel un chœur antique. Claudius interrompt subitement la pièce au moment de l'empoisonnement et se retire avec la reine. Polonius convoque Hamlet auprès de la reine.
Scène III — Claudius, pressentant le danger, charge Rosencrantz et Guildenstern d'accompagner Hamlet en Angleterre. Seul, Claudius médite sur le meurtre de son frère et implore le ciel de lui pardonner. Hamlet le surprend mais décide de ne pas tuer Claudius à l'instant où il prie, pensant que cela l'enverrait au paradis, et reporte la vengeance à plus tard.
Scène IV — Hamlet reproche à sa mère son attitude et, à l'instant où il se fait plus violent, Polonius, qui écoutait secrètement, appelle à l'aide. Hamlet, pensant surprendre Claudius, se trompe et le tue. Hamlet accuse maintenant sa mère d'avoir tué son père. Le spectre du roi apparaît à Hamlet mais la reine ne le voit pas. Hamlet ordonne ironiquement à sa mère de révéler la supercherie de sa folie à Claudius. Elle jure de taire leur conversation. Hamlet s'en va avec le corps de Polonius, dans l'intention de répondre de sa mort.

### Acte IV
Scène I — Gertrude raconte le meurtre de Polonius par Hamlet — mais pas la supercherie de la folie — à Claudius qui envoie Rosencrantz et Guildenstern se saisir du cadavre.
Scène II — Rosencrantz et Guildenstern s'enquièrent du corps de Polonius auprès de Hamlet qui répond de manière sibylline et demande qu'on le conduise auprès de Claudius.
Scène III — Hamlet comparaît devant Claudius qui réclame le corps de Polonius. Hamlet finit par indiquer l'endroit et feint de se résoudre à embarquer pour l'Angleterre. Dans un monologue, Claudius révèle qu'il a demandé au roi d'Angleterre de tuer Hamlet.
Scène IV — Hamlet rencontre Fortinbras en partance pour la Pologne et médite sur la futilité de la guerre.
Scène V — Dialogue énigmatique entre la reine, le roi et Ophélie qui semble avoir perdu la raison et chante. Laërte, persuadé que Claudius est responsable de la mort de son père, arrive avec une fronde pour renverser le roi. Claudius promet des explications.
Scène VI — Des marins remettent à Horatio une lettre de Hamlet, prisonnier de pirates, qui l'invite à le rejoindre.
Scène VII — Le roi, qui vient de révéler à Laërte que c'est Hamlet qui a tué son père, reçoit des lettres de Hamlet : une pour lui-même et l'autre pour la reine. Hamlet annonce son retour et le roi ourdit avec Laërte un assassinat maquillé en accident lors d'un combat d'escrime où l'épée de Laërte doit être empoisonnée ; si le stratagème échoue, Claudius promet de donner un breuvage empoisonné à Hamlet. La reine annonce qu'Ophélie est morte noyée.

### Acte V

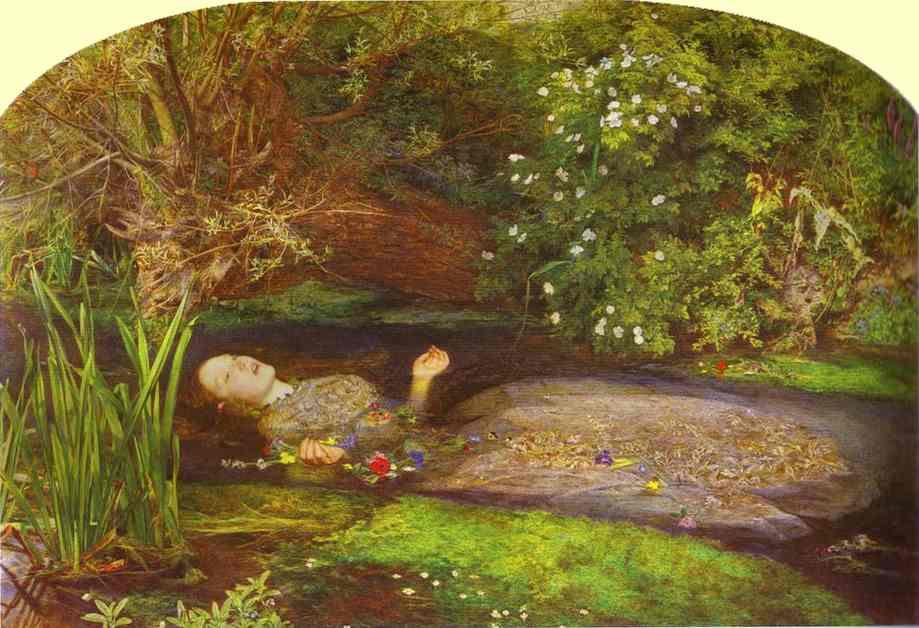
John Everett Millais, Ophélie

Scène I — Deux fossoyeurs discutent le suicide apparent d'Ophélie alors qu'ils creusent sa tombe. Hamlet arrive avec Horatio et discute avec le fossoyeur d'un crâne qu'il a mis au jour, celui d'un bouffon de l'enfance de Hamlet, Yorick. La procession funéraire d'Ophélie approche, menée par Laërte. Lui et Hamlet en viennent aux mains, mais la bagarre est brisée.
Scène II — Hamlet raconte à Horatio comment il s'est échappé et comment Rosencrantz et Guildenstern sont morts. Un courtisan, Osric, les interrompt et invite Hamlet à se battre avec Laërte. Le combat commence alors que l'armée de Fortinbras se rapproche d'Elseneur. Laërte blesse Hamlet avec une lame empoisonnée, mais au cours d'un corps à corps ils échangent leurs armes, et Hamlet à son tour lui porte un coup que le poison rend fatal. Gertrude boit accidentellement du vin empoisonné et meurt. Dans ses derniers moments, Laërte se réconcilie avec Hamlet et révèle le complot meurtrier de Claudius. Avant de mourir, Hamlet parvient à tuer Claudius et nomme Fortinbras comme son héritier. Quand Fortinbras arrive, Horatio raconte l'histoire et Fortinbras ordonne de rendre hommage à Hamlet.

## Passages célèbres

### Autres répliques célèbres
- Marcellus : « Il y a quelque chose de pourri dans l’empire du Danemark »[15] (plus souvent cité dans les termes « Il y a quelque chose de pourri au royaume du Danemark. »).
- Hamlet : « […] Il y a plus de choses sur la terre et dans le ciel, Horatio, qu’il n’en est rêvé dans votre philosophie »[16].
- Hamlet : « Quarante mille frères ne pourraient pas, avec tous leurs amours réunis, parfaire la somme du mien. ».
- Hamlet : « Hélas, pauvre Yorick ! Je l'ai connu, Horatio […] ». C'est au début de la première scène de l'acte V qu'Hamlet livre un monologue après l'exhumation du crâne de Yorick. L'image du prince tenant le crâne du bouffon, devenue emblématique, est souvent associée à tort au monologue To be, or not to be qui a lieu dans une scène précédente.
- (immédiatement après la mort d'Hamlet) Horatio : « Voici un noble cœur qui se brise. Bonne nuit, doux prince ; — que des essaims d’anges te bercent de leurs chants ! — Pourquoi ce bruit de tambours ici ? ».

## Analyse
D'après le traducteur de théâtre et angliciste Jean-Michel Déprats, Hamlet « est le kaléidoscope de toutes les figures de l’agonie et de la mort. » C’est en quoi la pièce a particulièrement inspiré artistes, historiens, philosophes, psychanalystes… « Dans Hamlet, la mort est plus qu’un ressort dramatique : du spectre du roi assassiné surgissant sur les remparts et décrivant de façon clinique l’effet du poison dans le sang jusqu’à cette scène d’hécatombe finale qui voit trépasser tous les personnages principaux, elle imprègne toute la pièce et en clôt la trajectoire. »

## Reprises et adaptations

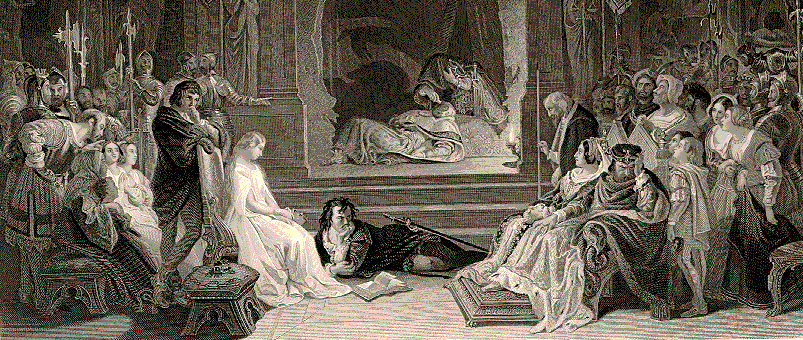
La pièce dans la pièce

Hamlet a été repris au théâtre de nombreuses fois. La pièce a également connu de nombreuses adaptations pour l'opéra, dans la littérature ou sur grand écran.

### Théâtre

#### Mises en scène notables
- 1911 : Hamlet, Théâtre d'art de Moscou. Mise en scène : Edward Gordon Craig et Constantin Stanislavski. Avec Vassili Katchalov et Olga Gzovskaïa
- 1932, Hamlet de Nikolaï Akimov, Théâtre Vakhtangov, Moscou. Avec Anna Orotchko interprétant une Ophélie prostituée et ivre.
- 1965 : Hamlet de William Shakespeare, mise en scène par Georges Wilson, Théâtre national populaire, Festival d'Avignon.
- 1975 : Hamlet de William Shakespeare, mise en scène par Denis Llorca, Festival de la Cité Carcassonne, Festival de Marsillargues, Festival de la Mer Sète, Théâtre de la Plaine.
- 1977 : La Tragique Histoire d'Hamlet, prince de Danemark de William Shakespeare, mise en scène par Benno Besson, Cour d'honneur du palais des papes Festival d’Avignon, Théâtre de l'Est parisien.
- 1983 : Mise en scène d'Antoine Vitez, Paris, Théâtre National de Chaillot. Texte français de Raymond Lepoutre. (Hamlet : Richard Fontana).
- 1988 : Hamlet de William Shakespeare, mise en scène par Patrice Chéreau, Avignon, Cour d'honneur du palais des papes pour le Festival d’Avignon ; Nanterre, théâtre Nanterre-Amandiers ; Villeurbanne, TNP de Villeurbanne. Texte français Yves Bonnefoy. (Hamlet : Gérard Desarthe).
- 1994 : Hamlet de William Shakespeare, mise en scène par Terry Hands, Théâtre Marigny.
- 2000-2001 : La Tragédie d'Hamlet, adaptation et mise en scène de Peter Brook, texte français de Jean-Claude Carrière et Marie-Hélène Estienne. Paris, CICT, Bouffes du Nord. (Hamlet : Adrian Lester;). Le texte est publié chez Actes Sud-Papiers, 2003, 89 pages  (ISSN 0298-0592). La pièce existe en DVD produit par ARTE France, Agat Films, Dérives, Carré Noir et Dum Dum, 2004. Il s'agit d'une version d'Hamlet d'après Peter Brook, qui déclare : « Ce n'est qu'en oubliant Shakespeare que nous pouvons commencer à le trouver. ».
- 2004 : reprise du spectacle de 1991 Amleto, la veemente esteriorità della morte di un mollusco (Hamlet, la véhémente extériorité de la mort d'un mollusque), Romeo Castellucci/Societas Raffaello Sanzio. Paris, théâtre de l'Odéon. (Hamlet : Paolo Tonti).
- 2009 : Royal Shakespeare Company avec David Tennant dans le rôle d'Hamlet et adaptée ensuite à la télévision pour la BBC. David Tennant élu meilleur Hamlet de sa génération par le journal The Guardian.
- 2013 : Dan Jemmett met en scène la tragédie d'Hamlet à la Comédie-Française avec Denis Podalydes dans le rôle d'Hamlet.
- 2019 : Léonard Matton adapte la tragédie sous le nom de Helsingør - château d’Hamlet pour la mettre en scène en théâtre immersif au théâtre Le Secret[19],[20] puis au Château de Vincennes[21].
- 2024 : Christiane Jatahy met en scène la tragédie d’Hamlet à l’Odéon-Théâtre de l’Europe[22].

#### Pièces inspirées parHamlet
- Rosencrantz et Guildenstern sont morts, de Tom Stoppard, créé en 1966 au festival « off » d'Édimbourg, reprend le matériau dramatique de la pièce de Shakespeare du point de vue de deux personnages mineurs. Stoppard en tirera le film du même nom, Rosencrantz et Guildenstern sont morts, en 1990.
- Le Jour des meurtres dans l'histoire d'Hamlet (1974) de Bernard-Marie Koltès.
- Hamlet-machine (1977) de Heiner Müller.
- Avec Golden Joe (1995), Éric-Emmanuel Schmitt transpose l’action de Hamlet à Londres, dans les milieux financiers de la City, et décrit la condition tragique de l’homme contemporain par une véritable réécriture des personnages (Hamlet, Ophélie, Gertrude) de Shakespeare et de certaines tirades.
- Howard Barker s'est intéressé au personnage de Gertrude pour sa pièce Gertrude (Le Cri) (2008).

### Opéra
- 1865 : Franco Faccio, Amleto (livret de Arrigo Boito).
- 1868 : Ambroise Thomas, Hamlet (livret de Michel Carré et de Jules Barbier).
- 1969 : Pascal Bentoiu, Hamlet, opus 18, opéra en deux actes (Livret en roumain du compositeur). Première à Marseille le 26 avril 1974.
- Le Jour des meurtres dans l'histoire d'Hamlet opus 189, opéra en 5 tableaux de Pierre Thilloy adapté de la pièce du même nom de Bernard-Marie Koltès, créé le 23 mars 2011 à l'Opéra Théâtre de Metz[23].
- 2018 : Brett Dean, Hamlet (livret de Matthew Jocelyn).

### Littérature

#### Poème
- Ophélie (1870) d'Arthur Rimbaud du Recueil de Douai, se concentre sur le suicide de la jeune fille.
- Ophelia I et Ophelia II (1910) du poète allemand Georg Heym qui se concentrent sur le corps de la jeune fille porté par l'eau.
- Dans les recueils de Paroles (1946) de Jacques Prévert figure L'accent Grave[24].

#### Nouvelle
- Les Moralités légendaires (1887), recueil de six nouvelles de Jules Laforgue, contient un texte intitulé Hamlet ou les suites de la piété filiale dont le titre annonce l'interprétation qu'en donne Laforgue.

#### Pastiche
- Terry Pratchett pastiche de nombreux aspects de Hamlet dans son roman, Trois Sœurcières (1995) : notamment l'assassinat du roi, son fantôme, et la pièce de théâtre censée dénoncer le coupable, jouée par le fils du roi défunt.

#### Roman
- Gertrude et Claudius (2000) de l'auteur américain John Updike imagine le parcours des différents personnages d'Hamlet avant que Shakespeare n'intervienne.
- Enquête sur Hamlet. Le dialogue de sourds (2002) de Pierre Bayard.
- Dans Sauvez Hamlet (2004) de l'auteur britannique Jasper Fforde, Hamlet interprète son propre personnage, tiré de son roman pour aller vivre dans le monde réel et ainsi se rendre compte de la façon dont les gens le perçoivent.
- Dans une coque de noix (2016) de l'auteur britannique Ian MacEwan est une réécriture d'Hamlet in utero.
- Hamlet ou l'exil (2019) de l'autrice Marie Bellando Mitjans présente le personnage d'Hamlet qui cherche un nouvel auteur pour écrire sa légende, de nos jours à Paris[25].
- Hamnet (2020) de l'écrivaine irlandaise Maggie O'Farrell s'inspire de la mort du fils, appelé Hamnet, de William Shakespeare et de sa femme Anne Hathaway. Roman de fiction, il montre surtout le parcours d'Agnes, la mère d'Hamnet. Ni le nom de William Shakespeare ni celui d'Anne Hathaway n'y sont écrits.

#### Bande dessinée
- Gian Giacomo Dalmasso et Giovan Battista Carpi ont réalisé en 1960 dans Topolino une parodie mettant scène Donald et les autres personnages de son univers sous le titre Paperino principe di Dunimarca (Donhamlet, prince du Canemark)[26].
- Egalement dans un registre comique, les auteurs français Marcel Gotlib et Alexis ont parodié la pièce dans l'un des épisodes de Cinémastock, paru chez Pilote en 1972.

### Filmographie

#### Cinéma

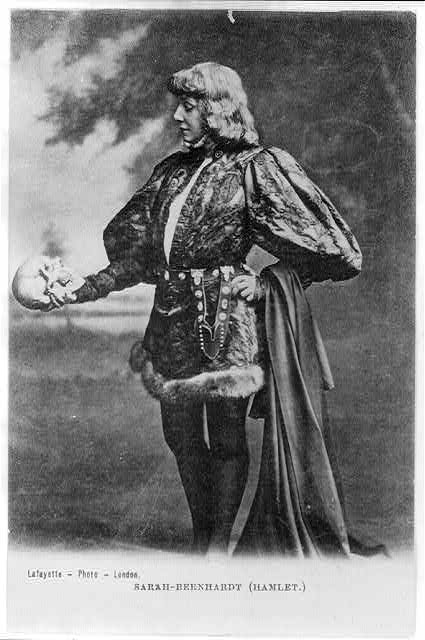
Sarah Bernhardt dans le rôle d'Hamlet

On retrouve des adaptations cinématographiques diverses concernant Hamlet, dont l'œuvre du même titre datant de 1948 réalisée par Laurence Olivier. On retrouve aussi une reprise de la tragédie en 1997, elle aussi portant le même nom que l'œuvre, réalisée par Kenneth Branagh. De plus on remarque au sein de l'animation japonaise de nombreuses reprises des élans romantiques exprimées dans les œuvres de Shakespeare. On remarquera Zetsuen no Tempest reprenant tout au long de sa trame scénaristique des citations d'Hamlet couplée avec celle de La Tempête.
À côté des adaptations de la pièce pour le grand écran, des films comme To Be or Not to Be (1942) d'Ernst Lubitsch, qui met en abyme la pièce de Shakespeare, et Django porte sa croix (1968) d'Enzo G. Castellari, qui en transpose l’intrigue dans le monde du western, sont des exemples de la popularité de l'œuvre de Shakespeare. On peut également relever Les salauds dorment en paix d'Akira Kurosawa qui s'inspire de l'intrigue, dans une histoire se déroulant dans le Japon d'après-guerre. En 1995, Kenneth Branagh avait déjà approché la pièce dans A Midwinter's Tale (Jeu de mots sur les titres de The Winter's Tale et Midsummer's Night's Dream) où un metteur en scène au chômage accepte de monter un Hamlet comme spectacle de Noël dans une petite église de la province anglaise. Remarquable aussi est le Rosencrantz et Guildenstern sont morts, de Tom Stoppard, de 1990, qui a mérité le Lion d'Or à Venise. Basé sur la pièce homonyme du même auteur, de 1964, qui a souvent été comparée à En attendant Godot, de Samuel Beckett, comme son titre l'indique les deux personnages secondaires de Shakespeare y jouent le rôle principal. Dans la mini-série Station Eleven, Hamlet a un rôle central avec des personnages qui jouent la pièce dans le présent, et dans un futur post-pandémie.

## Postérité

### Arts plastiques

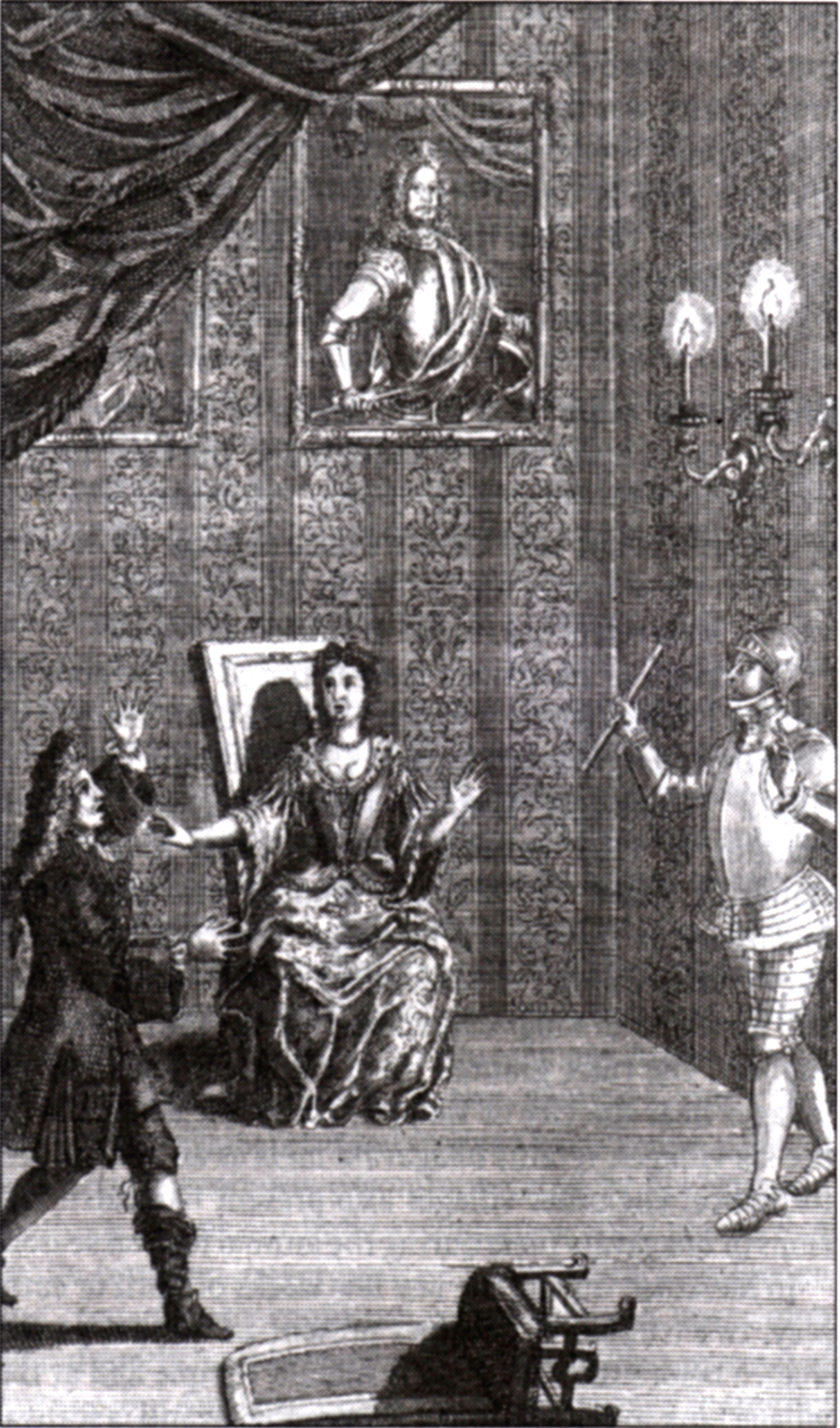
Illustration de l'édition de 1709, apparition du fantôme dans la chambre de Gertrude

La pièce a été source d’inspiration pour de nombreux artistes, sculpteurs, peintres ou graveurs. Certaines scènes, les apparitions du fantôme, la représentation de la Souricière, la mort d’Ophélie mais surtout Hamlet jouant avec le crâne de Yorick deviennent de véritables icônes.

#### Premières éditions illustrées
La première illustration gravée pour Hamlet parut dans l'édition illustrée des œuvres de Shakespeare publiée en 1709 par Jacob Tonson. Hamlet apparaît dans le volume 5, avec une gravure en frontispice représentant la seconde apparition du fantôme. Cette représentation, comme celles qui illustrent les éditions qui allaient alors se succéder jusqu’en 1740, pourrait être inspirée d’une mise en scène contemporaine.
En 1740, l’édition de Theobald fit le choix d’une nouvelle iconographie, celle de la première apparition du fantôme sur les murailles d'Elseneur (Hamlet, acte I, sc. iv). En 1744 parut une nouvelle édition des œuvres complètes, illustrée par Francis Hayman et Hubert François Gravelot qui firent le choix d’une autre scène : celle de la représentation donnée par les acteurs itinérants devant le roi et la reine (Hamlet, acte III, sc. ii).

#### Premières peintures
Les illustrations de Hayman étaient si populaires que le propriétaire de « Vauxhall Gardens », Jonathan Tyers, lui avait commandé des toiles de très grand format pour décorer le « Pavillon du Prince de Galles » ; parmi elles figurait la scène de la pièce de théâtre de l'acte III. L’époque se passionnait pour le théâtre et les artistes, comme Hayman et William Hogarth, se spécialisèrent dans l’illustration des pièces mais également les portraits d’acteurs célèbres sur scène. Il existe ainsi plusieurs portraits de l’acteur David Garrick, notamment dans la scène du fantôme (I, iv) où il s’était particulièrement illustré. La popularité du théâtre shakespearien incita alors le graveur et éditeur John Boydell à se lancer dans un ambitieux projet qui comportait l’ouverture d’une galerie d’exposition, la Boydell Shakespeare Gallery qui devait ouvrir le 4 mai 1789 et possédait alors 34 tableaux.
De cette entreprise restent des œuvres de Benjamin West (1792), et Richard Westall.

#### XIXesiècle

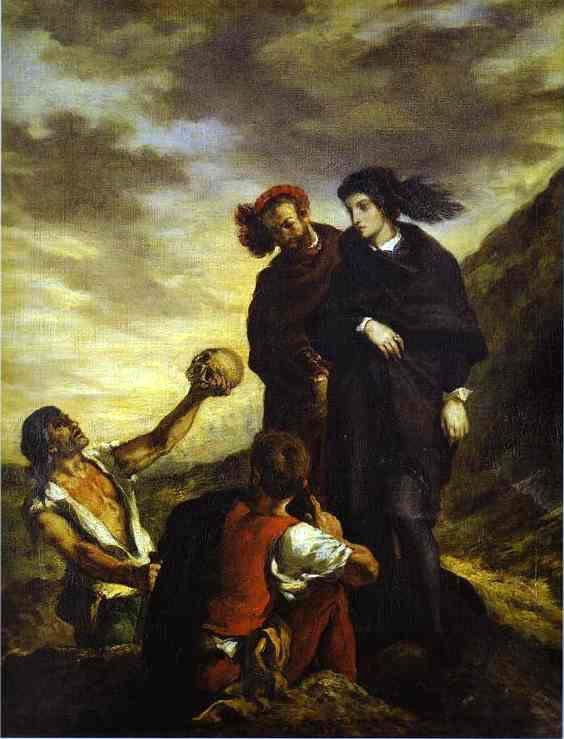
Hamlet et Horatio au cimetière
Eugène Delacroix, 1839
Musée du Louvre, Paris

Une représentation de Hamlet en France en 1827 inspira les peintres romantiques Achille Devéria et Eugène Delacroix (1830, 1835 et 1839). Le succès de la pièce fut tel qu'Hamlet fut adapté à l'opéra par Ambroise Thomas en 1868. La mise en scène montrait pour la première fois la pièce d’eau où se noie Ophélie, donnant lieu à une nouvelle iconographie de ce personnage.
Les artistes qui se sont notamment illustrés dans la représentation d’Hamlet sont Heinrich Füssli (1780-5), Thomas Lawrence (1802), John Everett Millais (1850), Gustave Moreau, Mikhaïl Vroubel (1883), Edwin Austin Abbey (1897).

### Musique
Sans doute en 1844, Hector Berlioz compose, dans la perspective d'une production parisienne d'Hamlet qui ne vit jamais le jour, une Marche funèbre pour la dernière scène d'Hamlet. Elle constitue aujourd'hui la troisième partie du recueil intitulé Tristia, op. 18 (= H119B), paru en 1852.
En 1858, Franz Liszt compose le poème symphonique Hamlet.
En 1866, Ambroise Thomas compose un opéra sur ce thème, sur un livret de Michel Carré et Jules Barbier. La même année, Aristide Hignard écrit lui aussi un opéra nommé Hamlet.
En 1888, Piotr Tchaïkovski compose l'ouverture fantaisie Hamlet.
Respectivement en 1931 et 1937, Dmitri Chostakovitch et Sergueï Prokofiev composent chacun une musique de scène pour Hamlet. Chostakovitch en tirera une suite pour orchestre.
En 1971, Serge Gainsbourg écrit une chanson qui resta longtemps inédite, La Noyée, inspirée de la mort tragique d'Ophélie dans Hamlet.
En 1976, Johnny Hallyday sort un double album de 28 titres intitulé Hamlet (paroles de Georges Thibault ; musique de Pierre Groscolas ; orchestré par Gabriel Yared). CD Philips 512479-2. La même année Petr Eben compose la musique de scène Hamlet pour orgue et orchestre.
En 2015, le groupe de power metal épique Seyminhol a proposé sa vision musicale de la pièce Hamlet. Découpé en actes et en scènes, ce concept album intitulé The Wayward Son traduit toutes les atmosphères de l'œuvre de Shakespeare grâce à ses orchestrations et à l'intervention de choristes.

### Manga/anime
Black Butler (Kuroshitsuji, 2006) de la mangaka Yana Toboso a été adapté en anime à la télévision en 2008. Un des épisodes[Lequel ?] s'inspire d'Hamlet. The Civilization Blaster (Zetsuen no Tempest) utilise également beaucoup de texte d'Hamlet.

#### Éditions
- (en) Ann Thompson (dir.) et Neil Taylor (dir.), Hamlet, Londres, Methuen Drama, coll. « The Arden Shakespeare / Third Serie », 2006 (1re éd. 1899), 613 p. (ISBN 978-1-904271-33-8, présentation en ligne) Ouvrage de référence : important appareil critique
- (en) Ann Thompson (dir.) et Neil Taylor (dir.), Hamlet : The Texts of 1603 and 1623, Londres, Methuen Drama, coll. « The Arden Shakespeare / Third Serie », 2006, 368 p., poche (ISBN 978-1-904271-80-2, présentation en ligne)
- (en) Stanley Wells (dir.) et G. R. Hibbard (préf. G. R. Hibbard), The Oxford Shakespeare : Hamlet, Oxford, Oxford University Press, 2008 (1re éd. 1987), 406 p. (ISBN 978-0-19-953581-1, LCCN 2008274365) Important appareil critique
- (en) Jonathan Bate (dir.) et Eric Rasmussen (dir.), William Shakespeare : Complete Works, Basingstoke, Macmillan, coll. « RSC », 2007 (1re éd. 2007), 2846 p. (ISBN 978-0-230-00350-7), « Hamlet »

#### Traductions en français
- Œuvres complètes de Shakespeare, tome I, traduit en 1821 par François Guizot.
- Œuvres complètes de Shakespeare, tome I, traduit en 1865 par François-Victor Hugo, aux éditions Pagnerre (textes accessibles en français par les liens ci-dessous sur wikisource).
- La Tragique Histoire d'Hamlet, traduit en 1900 par Marcel Schwob et Eugène Morand, éditions Gérard Lebovici, 1986.
- Hamlet, traduit en 1957 par Yves Bonnefoy, éditions Gallimard, collection « Folio Théâtre », 1958.
- Œuvres Complètes, Hamlet y est traduit par André Gide, édition Gallimard, Bibliothèque de la Pléiade, t. II., 1959.
- Hamlet, traduit en 1995 par François Maguin, introduction, notes, chronologie et bibliographie éditions Flammarion, (édition bilingue) (ISBN 2-08-070762-0)
- Hamlet, traduit en 2002 par Jean-Michel Déprats, éditions Gallimard, Bibliothèque de la Pléiade (édition bilingue), 2004 Existe aussi dans collection « Folio Théâtre », avec une présentation et des annotations de Gisèle Venet
- Hamlet, traduit par William Cliff, édition bilingue anglais-français, Bruxelles, Éditions du hasard, 2011
- William Shakespeare (trad. François-Victor Hugo, préf. François-Victor Hugo), Shakespeare : Œuvres théâtrales complètes, vol. 3, Genève, Édito-Service, 1972 (1re éd. 1961), 902 p., « Hamlet »
- Bilingue anglais-français (avec lecture audio en VO intégrée), trad. par François-Victor Hugo, L'Accolade Éditions, Venterol, 2016, coll. ORiHONi, 498 p. (ISBN 979-10-95428-27-5)